# Communauté de communes de l'Enclave des Papes
La communauté de communes de l'Enclave des Papes est une ancienne communauté de communes française, située dans le département de Vaucluse et la région Provence-Alpes-Côte d'Azur. Comme son nom l'indique, elle se situe au cœur de l'enclave des papes, c’est-à-dire la partie détachée de Vaucluse enclavée dans la Drôme.
Elle a fusionné avec la communauté de communes du Pays de Grignan (Drôme) le 1er janvier 2014 pour former, avec la commune de Grignan, la communauté de communes Enclave des Papes-Pays de Grignan.

## Administration

### Composition
Lors de sa dissolution, elle était composée des communes suivantes, correspondantes au canton de Valréas :
| Nom             | Code Insee | Gentilé       | Superficie (km2) | Population (dernière pop. légale) | Densité (hab./km2) |
| --------------- | ---------- | ------------- | ---------------- | --------------------------------- | ------------------ |
| Grillon (siège) | 84053      | Grillonnais   | 14,92            | 1 764 (2014)                      | 118                |
| Richerenches    | 84097      | Richerenchois | 10,96            | 650 (2014)                        | 59                 |
| Valréas         | 84138      | Valréassiens  | 57,97            | 9 520 (2014)                      | 164                |
| Visan           | 84150      | Visanais      | 41,07            | 1 935 (2014)                      | 47                 |

### Conseil d'administration
Le conseil d'administration était composé de 20 personnes, désignées par chaque conseils municipaux des communes de la communauté, proportionnellement au nombre d'habitants de celles-ci. Le président en poste de la communauté de communes était Patrick Adrien.

### Compétences
- Hydraulique
- Production, distribution d'énergie
- Collecte et traitement des déchets des ménages et déchets assimilés
- Politique du cadre de vie
- Protection et mise en valeur de l'environnement
- Action de développement économique (Soutien des activités industrielles, commerciales ou de l'emploi, Soutien des activités agricoles et forestières...)
- Tourisme
- Aménagement rural
- Gestion d'un centre de secours
- Nouvelles technologies de l'information et de la communication (NTIC) (Internet, câble...)
- Gestion d'une fourrière animale intercommunale, exploitation des lieux et du service public d'accueil aux animaux errants et dangereux.

### Autres adhésions
- Syndicat mixte du bassin versant du Lez

## Historique
La communauté de communes de l'Enclave des papes a été créée par arrêté préfectoral, datant du 31 décembre 1992.

## Géographie

### Climat
La Communauté de communes de l'Enclave des Papes est située dans la zone d’influence du climat méditerranéen. Les étés sont chauds et secs, liés à la remontée en latitude des anticyclones subtropicaux, entrecoupés d’épisodes orageux parfois violents. Cependant, l'enclave étant située au nord de la région PACA, quasiment à la limite Nord de la culture de l'olivier, certains préfèrent parler d'un climat méditerranéen à influence continentale. Le froid de l'hiver est donc plus important qu'au sud du département.
Enfin, le Mistral peut y souffler.

## Économie

### Agriculture
L'agriculture tient une place importante dans l'économie des communes de l'enclave, avec la culture de la vigne (appellations Côtes-du-rhône, Valréas (AOC), Visan (AOC)) ainsi que la production et l'échange de truffes notamment à Richerenches où le plus grand marché d'Europe prend place.

### Tourisme
Plusieurs parcours à vélo permettent de visiter les communes et leur patrimoine.